# Max Wünsche
Max Wünsche (Löbau, 20 aprile 1914 – Monaco di Baviera, 17 aprile 1995) è stato un militare tedesco, ufficiale delle Waffen-SS durante la seconda guerra mondiale.

## Biografia

### Primi anni
Max Wünsche nacque a Kittlitz, nello Schleswig-Holstein. Entrò a far parte di un sindacato agricolo nel 1928 e per un breve periodo lavorò come amministratore di tenuta. Nel novembre del 1932, all'età di 18 anni, si unì alla Gioventù Hitleriana e nel luglio del 1933 e dopo il diploma di scuola superiore nel 1934, si arruolò volontario nelle SS-Verfügungstruppe e fu assegnato presso la SS-Junkerschule di Bad Tölz e divenne capo plotone della 9° compagnia della 1. SS-Panzer-Division "Leibstandarte SS Adolf Hitler". Nel 1936 fu promosso SS-Untersturmführer (sottotenente) e nell'ottobre del 1938, fu assegnato al SS-Begleitkommando des Führers come ufficiale d'ordinanza.

### Seconda guerra mondiale

#### Campagna di Francia e dei Balcani
Nel gennaio 1940 tornò nella 1. SS-Panzer-Division "Leibstandarte SS Adolf Hitler" e divenne comandante della 15° compagnia motociclistica, partecipando all'invasione dei Paesi Bassi ed alla Campagna di Francia. Nel dicembre 1940, fu nominato aiutante di campo di Josef Dietrich, sotto il quale partecipò alla campagna dei Balcani.

#### Fronte orientale
Durante l'operazione Barbarossa, nel febbraio 1942, gli fu assegnato il comando dell'SS-Sturmgeschütz-Abteilung 1; che fu coinvolto nel bloccare diversi tentativi sovietici di sfondare le linee tedesche nei due mesi successivi. Il 1° giugno, tornò in Germania per studiare all'accademia di guerra e al termine degli studi fu promosso a Sturmbannführer. Nel settembre 1942 gli fu affidato il comando del I. SS-Panzer-Regiment, con il quale partecipò alla battaglia di Kharkov. Tra il 10 e il 13 febbraio 1943, le sue truppe sfondarono l'accerchiamento sovietico e sconfissero il VI Corpo di Cavalleria della Guardia russo; per quest'azione gli fu conferita la Croce d'Oro Tedesca. Il 25 febbraio localizzò una forza nemica e la sconfisse di propria iniziativa, distruggendo 52 cannoni pesanti e causando 900 perdite; per queste azioni guadagnò la Croce di Cavaliere il 28 febbraio.

#### Battaglia di Normandia
Nel giugno 1943, divenne comandante del SS-Panzer-Regiments 12 della 12. SS-Panzer-Division "Hitlerjugend" di stanza in Francia. Fu impegnato con il suo reggimento fu impegnato nella Battaglia di Normandia, distruggendo 219 carri armati alleati; per queste azioni gli fu conferita la Croce di Cavaliere con Foglie di Quercia. Ad agosto, il suo reggimento rimase intrappolato nella Sacca di Falaise ed il 20 agosto lui e due ufficiali tentarono di fuggire a piedi dalla sacca, ma furono catturati dagli inglesi il 24 agosto. Fu prigioniero di guerra nel Campo 165 per ufficiali tedeschi a Caithness, in Scozia fino al 1948.

### Dopoguerra
Nel 1948 fu liberato dalla prigionia e tornò in Germania, divenne direttore di uno stabilimento industriale a Wuppertal, nella Renania Settentrionale-Vestfalia, fino al 1980. Morì a Monaco di Baviera nel 1995.

## Onorificenze

### Onorificenze tedesche[4]
24 cannoni (7,62 cm di lunghezza)
13 cannoni (7,62 cm di lunghezza)
10 cannoni anticarro (4,5 cm)
6 cannoni (12,2 cm)
1 cannone (10,5 cm lFH, un modello tedesco catturato)
300-400 slitte con i loro cavalli/buoi
Numerosi mortai, Fucili anticarro, mitragliatrici pesanti e mitragliatrici leggere furono anch'essi distrutti. Il nemico subì perdite pari a 800-900 caduti.
In particolare, le azioni dell'SS-Panzer-Rgt. 12 del 28/29 giugno 1944 sono state preziose nell'impedire al nemico di raggiungere il suo obiettivo di stabilire una testa di ponte sul fiume Orne ad Amayé e St. Andrée. Il Kampfgruppe Wünsche è stato in grado di sfondare la punta di diamante corazzata del nemico con contrattacchi persistenti e abili attacchi ai fianchi. La Divisione non sarebbe stata in grado di distruggere le forze nemiche. a sud-ovest di Caen senza l'aiuto dell'SS-Panzer-Rgt. 12 dell'SS-Obersturmbannführer Wünsche.
I risultati di questo reggimento sono ancora più degni di riconoscimento se si considera che si tratta di un reggimento giovane con un contingente di sottufficiali molto giovane al comando di truppe di truppa ancora più giovani. Le perdite dell'SS-Panzer-Rgt. 12 sono irrisorie rispetto a quelle dei mezzi corazzati che ha inflitto al nemico. Lo stesso SS-Obersturmbannführer Wünsche fu ferito il secondo giorno di operazioni in un combattimento corpo a corpo, tuttavia rimase con il suo reggimento e continuò a guidarlo coraggiosamente.